# 鴻野谷村
鴻野谷村（こうのやむら）は、かつて新潟県北魚沼郡にあった村。

## 沿革
- 1889年（明治22年）4月1日 - 町村制施行に伴い北魚沼郡鴻巣村、坪野村、山谷村が合併し、鴻野谷村が発足。
- 1901年（明治34年）11月1日 - 村域を二分割し、次のように近隣自治体と合併して消滅。
  - 大字山谷 → 北魚沼郡城川村、桜町村と合併し城川村を新設
  - 大字坪野・鴻巣 → 北魚沼郡千田村、三仏生村と合併し千田村を新設